# Пушкарук Володимир Сергійович
Володи́мир Сергі́йович Пушкару́к — український військовик, учасник війни на сході України, старшина резерву, Міністерство внутрішніх справ України. Кавалер ордена «За мужність» III ступеня, почесний громадянин Нововолинська.

## Життєпис
Народився 1972 року в місті Нововолинськ. Створив родину; виховували дітей. Майстер спорту міжнародного класу.
У часі війни — доброволець, вдома сказав, що їде на заробітки до Києва. Сам 5 червня вирушив на схід. Командир відділення, 2-й батальйон спеціального призначення НГУ «Донбас». Командував розвідувальною групою зі спецзавданнями (у складі був і молодший сержант Іван Ганя).
Загинув 23 серпня 2014 року в боях за визволення Іловайська. Під час чергового обстрілу всі рушили в укриття, Пушкарук примітив прив'язаного пса, та намагався врятувати його. Міна вибухнула занадто близько. Того дня в підрозділі Пушкарука з 22 бійців живими лишилося вісім.
Вдома лишилися дружина та троє дітей — доньки Юлія та Вероніка і наймолодша Ольга; троє онуків. Похований у селі Мовники Іваничівського району. В останню дорогу проводили знайомі з Нововолинська та все село Мовники. 1 вересня 2014 року донька Ольга пішла в перший клас без батька.
9 травня 2018 року під Золотим загинув його двоюрідний брат Пушкарук Олег ВікторовичОлег Пушкарук.

## Нагороди та вшанування
- Указом Президента України № 892/2014 від 27 листопада 2014 р., «за особисту мужність і героїзм, виявлені у захисті державного суверенітету та територіальної цілісності України, вірність військовій присязі», нагороджений орденом «За мужність» III ступеня (посмертно)[4].
- Відкрито меморіальну дошку на фасаді ЗОШ № 3 міста Нововолинська[5].
- Його портрет розміщений на меморіалі «Стіна пам'яті полеглих за Україну» в Києві: секція 3, ряд 6, місце 12
- Вшановується 23 серпня на щоденному ранковому церемоніалі вшанування українських захисників, які загинули цього дня в різні роки внаслідок російської збройної агресії[6]
- «Іловайський Хрест» (посмертно)
- Почесний громадянин Нововолинська (посмертно; рішення Нововолинської міської ради від 21 серпня 2018 року № 25/1)[7]